# مطبوعات کتابگزار: تاریخ نشریه‌های ادواری حوزه کتاب در ایران
مطبوعات کتابگزار: تاریخ نشریه‌های ادواری حوزه کتاب در ایران کتابی از سید فرید قاسمی است که در سال ۱۳۸۲ منتشر و در مراسم کتاب سال جمهوری اسلامی ایران به‌عنوان کتاب برگزیده معرفی شد.